# Johan Herman Wessel
Johan Herman Wessel (Vestby, en el sur del condado de Akershus, 6 de octubre de 1742-Copenhague, 29 de diciembre de 1785), es un poeta y dramaturgo noruego en lengua danesa. Es uno de los más importantes escritores en lengua danesa del siglo XVIII.

## Biografía
Era hijo del pastor Jonas Wessel (1707-1785) y de Helene Maria Schumacher (1715-1789). Su tío abuelo fue el héroe naval Peter Tordenskjold y su hermano pequeño llegó a ser el famoso matemático y topógrafo Caspar Wessel, pero se crio en una familia numerosa entre trece hermanos. Pasó la mayor parte de su vida en Copenhague, donde fue un miembro importante de la sociedad literaria Norske Selskab ("Sociedad noruega"). Llevó sin embargo una vida precaria y bohemia, como su contemporáneo el poeta Johannes Ewald, marcada por problemas de salud y alcoholismo, viviendo de hacer casuales trabajos manuales. Falleció prematuramente a los cuarenta y tres años.
Feroz opositor al clasicismo, sigue siendo célebre por sus poesías y piezas satíricas al igual que por sus epigramas, en los que demostró un primoroso estilo lleno de ingenio, de humor, de ironía y de elegancia. Sus obras más conocidas son Smeden og Bageren ("El herrero y el panadero"), un poema satírico en el que una aldea indulta al único herrero de la misma por homicidio ya que es imprescindible para todos mientras que ejecuta en su lugar a un panadero más innecesario (hay dos panaderos y el pueblo solo necesita uno), y Kierlighed uden Strømper (1772), una pieza teatral que parodia la tragedia clásica y sus reglas y aún se representa más de dos siglos después de haber sido compuesta. También escribió otra pieza, Anno 7603 (1781), que aunque es de escaso valor literario, resulta ser uno de los primeros ejemplos del tema del viaje en el tiempo. Los personajes principales, Leander y Julie, son trasladados por un hada hacia el futuro (AD 7603) en una época en que los roles de género han cambiado y solo a las mujeres se les permite luchar en el ejército.

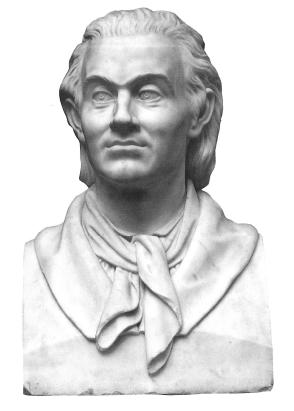
Johan Herman Wessel. Busto del escultor noruego Julius Middelthun en la Galería nacional

El restaurante tradicional Wesselstuen de Bergen presenta una decoración inspirada en sus obras.